# High Cross (East Hertfordshire)
High Cross – wieś w Anglii, w Hertfordshire. W 1870-72 wieś liczyła 819 mieszkańców.